# Жребичко
Жре́бичко (болг. Жребичко) — село в Пазарджицькій області Болгарії. Входить до складу общини Брацигово.

## Населення
За даними перепису населення 2011 року у селі проживали 80 осіб, усі — болгари.
Розподіл населення за віком у 2011 році:
Динаміка населення: